# 札幌医科大学附属病院
札幌医科大学附属病院（さっぽろいかだいがくふぞくびょういん）は、札幌市中央区にある札幌医科大学の大学病院。

## 概要
医科大学附属の総合病院であり、北海道で唯一の高度救命救急センターや基幹災害医療センターに指定されている。また、「北海道エイズ治療ブロック拠点病院」や「北海道高度がん診療中核病院」に認定されるなど、北海道の医療・保健・福祉の発展に寄与している。「札幌医科大学施設整備構想」を踏まえて「札幌医科大学附属病院増築整備計画」を取りまとめ、増築工事によって診療機能の拡充や患者アメニティの向上など機能強化を図る。

## 沿革
前身は1932年（昭和7年）設置の「北海道社会事業協会附属札幌病院」であり、1945年（昭和20年）に「北海道庁立女子医学専門学校附属医院」となった。
- 1950年（昭和25年）：「札幌医科大学附属病院」となる[10]。
- 1951年（昭和26年）：附属病院円山分院開設（1983年閉院）[10]。
- 1957年（昭和32年）：放射線病棟建築工事落成[10]。
- 1959年（昭和34年）：産婦人科・その他病棟建築工事落成[10]。
- 1962年（昭和37年）：新外来棟建築工事落成[10]。臨床講堂新築[10]。
- 1964年（昭和39年）：南棟建築工事落成[10]。中央棟工事落成[10]。
- 1983年（昭和58年）：附属病院棟第1期工事（病棟、中央部門、管理部門）落成[10]。
- 1985年（昭和60年）：附属病院新棟第2期工事（外来診療棟、救急部門、リハビリテーション・麻酔病棟）落成[10]。
- 1993年（平成05年）：「札幌医科大学医学部附属病院」と改称[10]。
- 2004年（平成16年）：「札幌医科大学附属病院」と改称[10]。
- 2007年（平成19年）：地方独立行政法人となり「北海道公立大学法人 札幌医科大学」設置の附属病院になる[10]。
- 2018年（平成30年）: 西病棟建設工事落成

## 機関指定
| エイズ治療拠点病院（北海道エイズ治療ブロック拠点病院） | 特定機能病院               |
| 災害拠点病院（基幹災害医療センター）                   | 原子力災害拠点病院         |
| 地域がん診療連携拠点病院（北海道高度がん診療中核病院） | がんゲノム医療連携病院     |
| 肝疾患診療連携拠点病院                                 | 地域周産期母子医療センター |
| 高度救命救急センター                                   |                            |

## 診療科等
診療科
- 消化器内科
- 免疫・リウマチ内科
- 循環器・腎臓・代謝内分泌内科
- 呼吸器・アレルギー内科
- 腫瘍内科
- 血液内科
- 脳神経内科
- 消化器・総合、乳腺・内分泌外科
- 心臓血管外科
- 呼吸器外科
- 整形外科
- 脳神経外科
- 神経再生医療科
- 婦人科
- 産科周産期科
- 小児科
- 眼科
- 皮膚科
- 形成外科
- 泌尿器科
- 耳鼻咽喉科
- 神経精神科
- 放射線治療科
- 放射線診断科
- 麻酔科
- 総合診療科
- 歯科口腔外科
- リハビリテーション科
- 遺伝子診療科

専門外来
- 女性外来
- 婦人科系
- 泌尿器科系
- 神経精神科専門外来
- 児童思春期こころと発達外来
- 緩和ケア診療
- 禁煙外来
- HIV外来
- 看護専門外来
- 臨床遺伝外来

部門
- 薬剤部
- 検査部
- 病理部
- 放射線部
- 手術部
- 医療材料部
- リハビリテーション部
- 高度救命救急センター
- 集中治療部
- 医療安全部
- 感染制御部
- 臨床工学部
- 看護部
- 医事相談センター
- 医療連携センター
- 栄養管理センター
- 臨床研修センター
- 看護キャリア支援センター
- 画像・映像支援部門

## 施設認定
| 日本脳神経外科学会研修基幹施設                          | 日本脳卒中学会認定研修教育病院                  |
| 日本脳神経血管内治療学会研修施設                        | 日本てんかん学会研修施設                        |
| 難治性てんかんに対する迷走神経刺激療法実施施設          | 日本精神神経学会専門医制度研修施設              |
| 日本老年精神医学会認定研修施設                          | 日本ペインクリニック学会認定施設                |
| 日本リハビリテーション医学会研修施設認定                | 北海道リハビリテーション支援センター            |
| 日本救急医学会救急科専門医指定施設                      | 日本救急医学会指導医指定施設                    |
| 日本集中治療医学会専門医研修施設                        | 日本外傷学会外傷専門医研修施設                  |
| 日本航空医療学会研修施設                                | 日本熱傷学会熱傷専門医認定研修施設              |
| 日本集中治療医学会専門医研修施設                        | 日本静脈経腸栄養学会NST稼働施設                 |
| 日本栄養療法推進協議会NST（栄養サポートチーム）稼働施設 | NST（栄養サポートチーム）専門療法士認定教育施設 |

## アクセス・駐車場
- ジェイ・アール北海道バス（琴似営業所）「医大病院前」「南3条西16丁目」バス停下車
- 札幌市営地下鉄東西線西18丁目駅から徒歩約3分
- 札幌市電西15丁目停留場から徒歩約3分
- 駐車場（2022年12月1日有料化・割引免除制度あり、身障者専用駐車場あり）
  - 第1駐車場
  - 第2駐車場
  - 東駐車場

## 参考資料
- “札幌医科大学附属病院増築整備計画” (PDF).  北海道 (2013年). 2017年1月9日閲覧。